# Phthinia longiventris
Phthinia longiventris är en tvåvingeart som beskrevs av Tonnoir och Edwards 1927. Phthinia longiventris ingår i släktet Phthinia och familjen svampmyggor. Inga underarter finns listade i Catalogue of Life.